# Susan Cooper
Susan Mary Cooper, född 23 maj 1935 i Burnham, Buckinghamshire, är en brittisk-amerikansk författare som är mest känd för sin fantasyserie The Dark Is Rising. Cooper har belönats med Newberymedaljen för Gråkungen som är den fjärde boken i serien. Hon har också arbetat som manusförfattare i bland annat filmen Nötknäpparen (1993).